# Cratere Icheko
Icheko  è un cratere sulla superficie di Venere.